# Juan Antonio Ruiz de Alda Azarola
Juan Antonio Ruiz de Alda Azarola (Sant Sebastià, 1933- juliol 1988) fou un empresari i banquer espanyol.

## Biografia
Fill d'Amelia Azarola i de Julio Ruiz de Alda Miqueleiz, es creu que fou el un dels primers espanyols a obtenir un màster en Administració d'Empreses per la Universitat Harvard. Va començar a treballar al Banc de Bilbao i el 1962 seria un dels fundadors de Banif, la primera entitat espanyola per a la gestió de grans fortunes, el que ara es coneix com a Banca Privada. El 1975 van vendre Banif al Banco Hispano Americano. Poc abans s'havia casat amb la filla d'uns dels dirigents del banc, i es va incorporar a l'empresa familiar. Posteriorment tornaria a Bilbao a presidir la filial d'aquest el Banco de Comercio, entre 1978 i 1981. Durant els primers anys de la dècada de 1980 hi va haver una crisi bancària a Espanya. Fou llavors quan José Ramón Álvarez Rendueles, llavors governador del Banc d'Espanya i Mariano Rubio, subgovernador del mateix, van demanar a Ruiz de Alda que gestionés el Fons de Garantia de Dipòsits i que reordenés el sector. Després d'haver sanejat bancs com Banca Catalana i el mateix Hispano Americano, el 1984 Ruiz de Alda esdevindria subgovernador del Banc d'Espanya. Moriria l'estiu de 1988 en un accident de trànsit, on també va morir el seu fill.